# Paradoja de la prevención
La paradoja de la prevención describe la situación aparentemente contradictoria en la que la mayoría de los casos de una enfermedad provienen de una población con riesgo bajo o moderado de esa enfermedad, y solo una minoría de casos proviene de la población de alto riesgo (de la misma enfermedad). Esto se debe a que el número de personas en alto riesgo es pequeño. La paradoja de la prevención fue descrita formalmente por primera vez en 1981 por el epidemiólogo Geoffrey Rose.
Especialmente durante la pandemia de COVID-19 de 2020, el término «paradoja de la prevención» también se usó para describir la aparente paradoja de las personas que cuestionan los pasos para prevenir la propagación de la pandemia porque la propagación profetizada no ocurrió. Sin embargo, esto es más bien un ejemplo de una profecía autofrustrada o una paradoja de la preparación.

## Estudio de caso hipotético
Por ejemplo, G. Rose describió en 1981 el caso del síndrome de Down, donde la edad materna es un factor de riesgo. Sin embargo, la mayoría de los casos de síndrome de Down nacerán de madres más jóvenes y de bajo riesgo (esto es cierto al menos en poblaciones donde la mayoría de las mujeres tienen hijos a una edad más temprana). Esta situación es paradójica porque es común y lógico equiparar a las poblaciones de alto riesgo con la mayor parte de la carga de enfermedad.
Otro ejemplo podría verse en términos de reducir los problemas generales de alcohol en una población. Aunque menos serios, la mayoría de los problemas con el alcohol no se encuentran entre los bebedores dependientes. Se obtendrá una mayor ganancia social logrando una pequeña reducción en el uso indebido de alcohol dentro de un grupo mucho más grande de bebedores «de riesgo» con problemas menos serios que tratando de reducir los problemas entre un número menor de bebedores dependientes.